# Sphinx pseudostigmatica
Sphinx pseudostigmatica is een vlinder uit de familie van de pijlstaarten (Sphingidae). De wetenschappelijke naam van de soort werd in 1928 gepubliceerd door Bruno Gehlen.